# T-10 (戦車)
T-10（ロシア語: Т-10テー・ヂェーシチ）は、第二次世界大戦後にソビエト連邦が開発した重戦車。
開発時の名称はIS-8（ИС-8、ヨシフ・スターリン8型）。

## 概要
第二次世界大戦終了直後、ソ連軍の装備する重戦車はIS-2、IS-3、IS-4と三種類も存在していた。1948年末、これらの後継となる重戦車の開発が指示され、“オブイェークト730(ロシア語: Объект 730)”の開発名称が与えられて、1949年2月より、チェリャビンスク、キーロフスキー工場の第2特別設計局第100研究所にてJ.Y.コーチン技師の設計チームにより設計が開始された。
コーチン技師はこれ以前に開発されたIS-6やIS-7の失敗の経験を踏まえ、あえて新技術の導入は行わず、IS-3を拡大し改良を加えた発展型として設計した。従来のソ連重戦車より重装甲でありながら馬力に余裕のあるエンジンを搭載したために機動性が高く、無理な小型化を目指さなかったために車内容積には余裕があり、これまでの重戦車に比べると実用性は改善されていた。オブイェークト730は1949年には10両の増加試作車が完成、翌1950年5月よりクビンカ試験場にて評価試験が開始された。
試験の結果を受け、オブイェークト730はIS-8（ロシア語: ИС-8、スターリン8型）として採用されることが決定し、1950年末もしくは1951年初頭には生産が開始される予定であったが、エンジンの生産の目処が立たないなど量産化に手間取り、実際に生産が開始できる態勢が整ったのは1952年12月のことであった。
しかし、1953年3月5日に死亡したスターリンに代わりフルシチョフが最高指導者となり、一連の「非スターリン化」が行われたのを受け、本車はその名称が問題とされた。“НХ-1（NKh-1）”、ないしは“НХ-10（NKh-10）”と改名する（НХ（NKh）とはニキータ・フルシチョフのロシア語表記の頭文字を取ったもの）という案もあったものの、フルシチョフ自身によって却下され、最終的にはT-10（Тяжелый танк-10、重戦車10型の意）と改名されて1953年11月28日より量産が開始された。
T-10は1957年11月7日の革命40周年記念パレードにおいて一般に公開され、西側の軍事関係者には「スーパー・スターリン」と呼称された。
発展型として変速装置をトルクコンバーター式に変更したオブイェークト266が製作され、1957年よりは改良型のT-10Mへと生産は移行された。1955年よりは本車の設計を発展させたものとして130mm砲を装備する新型重戦車、オブイェークト277の開発が進められていたが、重戦車の戦略的価値に疑問を呈したフルシチョフの命令によって1960年には開発中止となり、T-10はソビエトが実戦配備した重戦車としては最後の車種となった。

## 運用

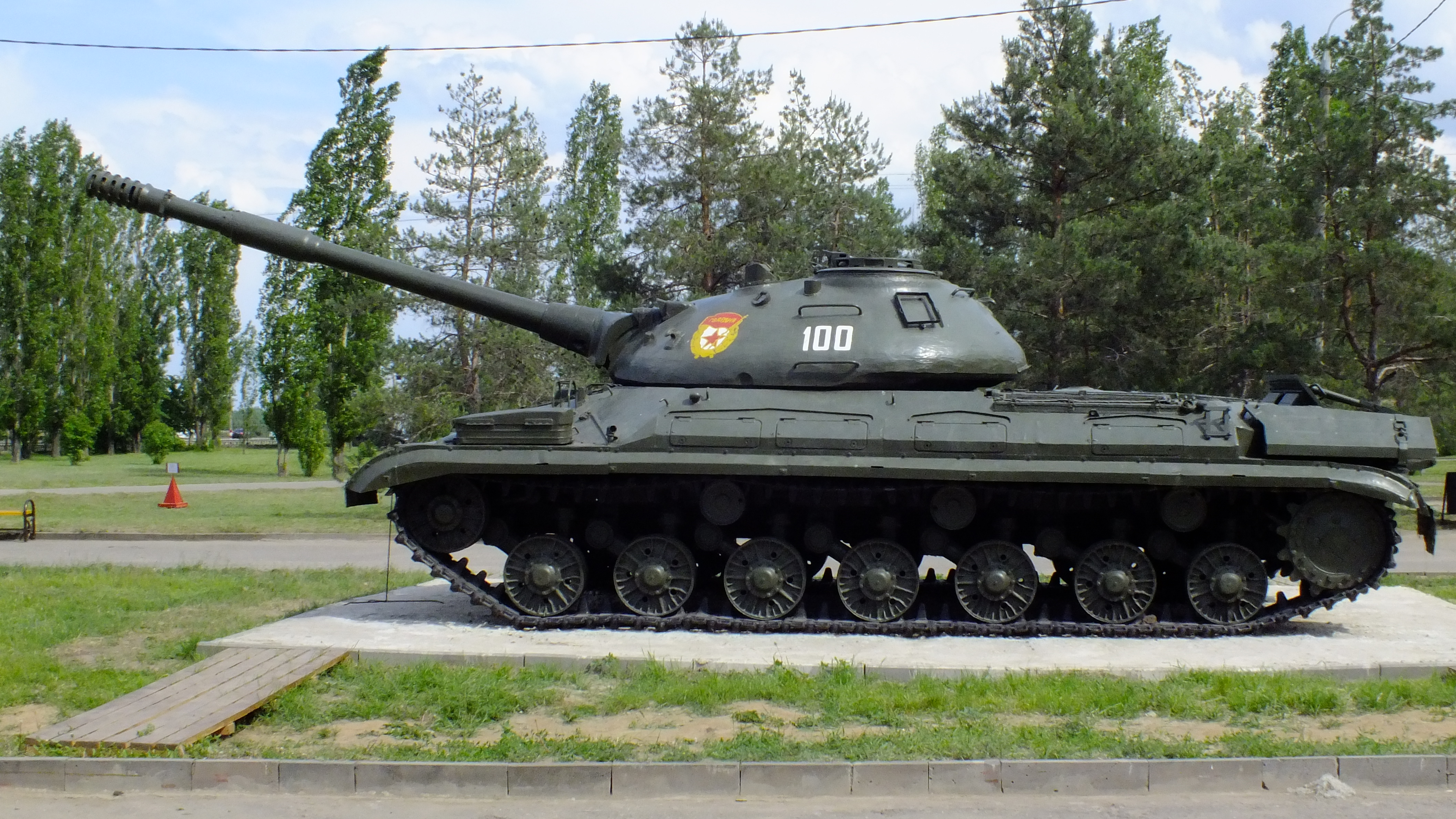
T-10 側面より

T-10シリーズは西側情報機関により、重戦車としては世界最多の約8000輌が生産されたと推定されていたが、近年の資料により判明した実際の生産数はIS-2やIS-3より少ない各型合計1539輌だった。本車はソ連軍のみで運用され、同盟国への供与は行われなかった。
本車はその優れた大火力と重防御により、従来通り陣地突破用として独立重戦車連隊に装備されていたが、火砲と対戦車ミサイルの発達の前に主力戦車に一本化されていく中で「重戦車」という兵器自体の存在意義が失われ、独立した部隊で運用することの価値は低下していった。
ソビエト軍では重戦車を装備する戦車部隊自体は即座に廃止とはされなかったものの、T-10の実戦参加は1968年のチェコ動乱の時のみで、その際も本車による戦闘は記録されていない。
ソビエト軍の編制において重戦車師団は編成内の重戦車連隊を順次通常の戦車連隊に改変されつつ1969年まで存続したが、1970年には全て解隊され、独立重戦車連隊も1970年代に入り逐次解隊された。それでも、T-10は1978年の段階で約2,300台が極東方面で現役に残っていた（T-10単独の装備台数としては上述の総生産数と齟齬があるため、IS-3など他車種を含めた数字だと思われる）。1980年代に入ると前線部隊からは引き揚げられたものの、その後も予備兵器として実働状態を維持したまま保管され、全ての車両が除籍されたのは1993年のことである。
第一線で運用されなくなった後は、中ソ国境に配置されトーチカとして利用されていた車両がある他、少数が除籍後に鉄道局や戦車工場で武装を撤去した重牽引車として使用されている。

## 各型
IS-8(obiekt266)（ロシア語: ИС-8(Объект 730)）
開発時名称。1953年に「T-10」と改名される。
T-10
最初の生産型。122mmD-25TA戦車砲と12.7mm DShKM機関銃を2挺、700馬力のV-12-5エンジンを搭載し、最大速度は43km/h。1953年からチェリャビンスク戦車工場にて生産開始。

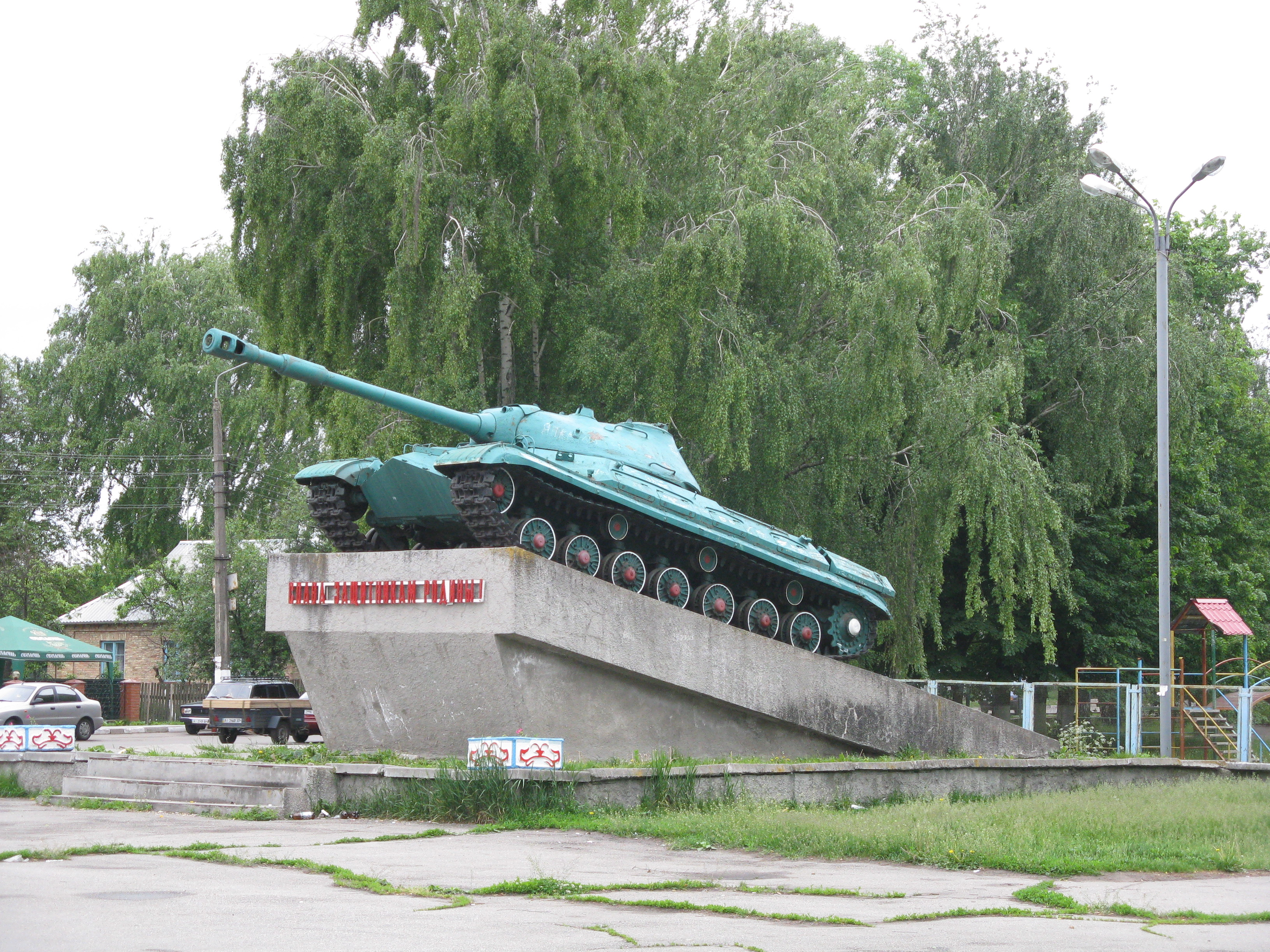
T-10A
試作名称　オブイェークト267-sp-1。主砲の縦軸安定装置、PUOT-1 ウラガン(ПУОТ-1 «Ураган»：ハリケーンの意）と排煙器を装備した。1956～1957年にかけて生産された。
T-10B（Т-10Б）
試作名称　オブイェークト267-sp-21。主砲の2軸(縦横)安定装置、PUOT-2 グロム(ПУОТ-2 «Гром»：雷鳴の意）を装備し、照準器を新型に変更した。1957年から生産が開始されたが、T-10Mの登場により少数生産に終わっている。
T-10BK（Т-10БК）
T-10Bの指揮戦車型。弾薬搭載量を減少させて無線機とバッテリーを追加装備している。1957年に少数が生産された。

T-10M
新設計の砲塔を搭載し、主砲を多孔式マズルブレーキを持つ発展型のM-62-T2に、砲安定装置を2E12 リヴィン(2Э12 «Ливень»：豪雨の意）、機銃を14.5mm KPVT重機関銃に変更した改良型。装填補助トレイの装備で重い砲弾の装填が容易になった。砲塔前面装甲厚は250mmに強化されている。また、“ルナ”赤外線暗視システムと赤外線サーチライトが標準装備されている。NBC兵器下での行動を重視した新たなドクトリンに従い、NBC防護能力も装備された。この他、戦後のソビエト戦車の標準装備であるТДА(Термо дымовая аппаратура)：潤滑油噴射燃焼式煙幕展開装置)を持つ。
T-10Mは名称は同じながら仕様の異なる二種類が同時生産されており、レニングラード戦車工場製の“オブイェークト272”はターボ付きのV-12-6Bエンジンと渡河装置を備え、チェリヤビンスク戦車工場製の“オブイェークト734”はV-12-6エンジンを搭載し、渡河装置を装備していない。1957年から生産が開始され、オブイェークト272は1966年、オブイェークト734は1962年まで生産された。両者は互換性が乏しく、それぞれの専用部品が供給されていた。
T-10MK（Т-10МК）
T-10Mの指揮戦車型。弾薬搭載量を22発分減少させて無線機とバッテリーを追加装備している。
尚、1960年よりT-10/-10A/-10Bの既存車両にはT-10Mに準じた仕様とする近代化改修が行われており、主砲及び機関銃をM-62-T2及び14.5mm KPVTに換装し、赤外線暗視装置及び赤外線サーチライトが装備されている。

## 派生型
オブイェークト266(obiekt266)（ロシア語: Объект 266）
変速装置を新型のトルクコンバータ式トランスミッション、HMT-266（ロシア語: ГМТ-266）に変更した型。1953年よりT-10を改造して制作され各種の試験が行われた。変速装置自体の性能は優秀であったが、燃料消費量が増大する、エンジンとの適合性が悪い、との理由により開発試験は中止された。1957年には問題を解決した改良型が製作されたが、T-10の生産は改良型のT-10Mに移行しており、研究結果を今後の戦車開発に活用する、とのみ結論されてオブイェークト266自体は量産されずに終わった。
オブイェークト268(obiekt268)（Объект 268）
砲塔の代わりに152mmカノン砲を装備する固定式の戦闘室を装備した駆逐戦車(突撃砲)型。1952年より開発作業が行われ、1956年には試作車が完成したが、試作のみで量産は行われなかった。
オブイェークト282(obiekt282)（Объект 282）
砲塔を搭載せず、車体後部左右に対戦車ミサイルの発射装置を搭載した対戦車車両。エンジンは出力1,000馬力のB-12-7ターボチャージャー付きディーゼルエンジンに変更されている。1957年より開発が開始され1958年には試作車が完成したが、生産は行われず試作のみに終わった。

## 備考
田宮模型は1964年にT-10を1/35スケールで模型化している。モデルはT-10Aに則した形状となっているが、商品名は「T-10 JSIII ソビエト陸軍スターリン重戦車」となっており、IS-3(JS-3)と型式番号が混同されている。

## 登場作品
『World of Tanks』
ソ連重戦車T-10として開発可能。実装当時のゲーム内名称はIS-8であったが、アップデートにより改称された。
『War Thunder』
ソ連ランクVにT-10A、T-10Mが登場する。
『world of tanks Blitz』
ソ連ツリーのティアIXのIsルートのIS-8として開発可能